# N958 (België)
De N958 is een gewestweg in de Belgische provincie Namen. Deze weg vormt de verbinding tussen Floreffe en Suarlée.
De totale lengte van de N958 bedraagt ongeveer 5 kilometer.

## Plaatsen langs de N958
- Floreffe
- Floriffoux
- Suarlée

## N958a
De N958a verbindt de N93 ter hoogte van Suarlée met de N958. De totale lengte van de N958a bedraagt ongeveer 350 meter. De weg is ingericht als eenrichtingsverkeersweg en alleen te berijden vanaf de N93 naar de N958 toe.